# 국무위원회연주단
국무위원회연주단(國務委員會演奏團, 영어: Band of the State Affairs Commission)은 조선민주주의인민공화국의 음악 단체이다. 명칭에서 보듯 조선민주주의인민공화국 국무위원회 소속이며 공식적으로는 2020년 1월 25일 '설명절 기념공연'에서 최초로 이름이 공개되었다. 처음에는 김정은 국무위원장이 참석한 정치·외교적 환영 행사에서의 작은 실내악단으로 시작하였으나 최근에는 조선민주주의인민공화국의 중요한 정치적 행사에 빠짐없이 나타나고 있으며 또한 대규모 관현악단으로의 면모를 보여주고 있다. 국무위원회연주단은 조선민주주의인민공화국에서 과거 은하수관현악단, 모란봉악단 그리고 삼지연관현악단이 이어받았던 중요한 음악적 위상을 2021년 현재 차지하고 있다. 

## 악단의 태동
북한은 2016년 6월 최고인민회의 제13기 제4차회의에서 헌법을 개정하여 국무위원회를 국가주권의 최고정책적 지도기관으로 명시하였다. 그리고 김정은은 헌법에 의하여 국가를 대표하며 이른바 '공화국의 최고영도자'라는 국무위원장에 추대되었다.

2018년 4월 27일 판문점 공동경비구역 남측 구역 내에 있는 평화의 집에서 2018년 제1차 남북정상회담이 있었는데, 환영만찬에서 북측은 2013년 8월 해체된 은하수관현악단 차석 바이올린 주자 그리고 예전 청봉악단 악장이었던 김수명과 삼지연악단·삼지연관현악단 악장 출신의 우혜영을 비롯한 소규모 실내악단을 보냈으며, 이것을 비공식적인 국무위원회연주단의 시작으로 보는 시각이 있기도 하다. 김수명과 우혜영은 이후 국무위원회연주단의 중심 인물이 되었으며 국무위원회연주단의 제1바이올린 파트 수석연주자 즉 악장으로 차례로 활약하였다.

2018년 9월 18일 평양 목란관에서 있었던 2018년 제3차 남북정상회담 환영만찬에서는 공식적인 이름이 언급되지는 않았지만 흰색 연주복을 입은 국무위원회연주단이 모습을 드러냈다. 그후 흰색 연주복은 이들 국무위원회연주단을 상징하는 비공식 표식이 되었다. 2019년 6월 20일 시진핑 중국국가주석의 북한 방문 당시 목란관에서 있었던 환영 만찬에서 역시 공식적인 이름이 나오지는 않았지만 흰색 연주복의 국무위원회연주단이 무대에 위치하였다.

## 악단의 활약

### 2020년
북한 노동신문은 2020년 1월 25일 김정은이 참석한 평양 삼지연극장에서의 '설명절 축하공연'에 국무위원회연주단, 삼지연관현악단, 공훈국가합창단과 함께 주요예술단체 가수들이 출연하였다고 보도하였다. 국무위원회연주단이 북한 매체에서 공식적으로 처음 언급된 것이었지만 무대에는 삼지연관현악단 특유의 붉은 연주복을 입은 단원들과 공훈국가합창단의 남성합창단 뿐이었다. 하지만 국무위원회연주단의 핵심인 김수명과 우혜영은 삼지연관현악단의 공식 연주복 차림으로 제1바이올린 파트의 수석·차석 연주자로 모습을 보였다. 이 공연에서는 지휘자로 윤범주와 리명일이 나섰는데 2013년 8월 은하수관현악단의 비극적 해체후 한동안 모습을 보이지 않던 은하수관현악단 수석지휘자 리명일은 2019년 초 북한 매체에서 김원균명칭 음악종합대학의 강좌장으로 있다는 것이 처음 확인되었고, 이후 국무위원회연주단의 핵심 지휘자로 떠오르게 된다.
2020년 7월 26일 김정은은 당중앙위 본부청사에서 군지휘관 주요 간부들에게 
정전협정 체결 67주년을 기념하며 백두산 기념권총을 수여하였는데, 공식적으로 언급되지는 않았지만 이 자리에서는 역시 흰색 연주복 차림의 국무위원회연주단이 작은 규모 실내악단으로 모습을 보였다. 2020년 10월 10일 0시 김일성광장에서 열린 조선노동당 창건75주년 열병식에서 국무위원회연주단은 조선인민군군악단과 함께 열병식 주악을 담당하였는데 군사 퍼레이드에서 군대 악단도 아닌 민간인 관현악단이 등장한 것은 처음이었으며, 2020년 10월 24일 조선중앙TV는 노동당 창건75주년 경축 열병식 음악회를 방송하였는데 장룡식의 지휘아래 국무위원회연주단과 조선인민군군악단이 함께 공연하였다.

### 2021년
2021년 1월 5일 평양 4.25문화회관에서의 노동당 제8차 대회 개막일에 국무위원회연주단은 무대 아래 좁은 공간에 길게 배치되어서 애국가를 연주하는 모습을 보여주었으며, 2021년 1월 14일 김일성광장에서 있었던 노동당 제8차 대회기념 열병식에서는 다시 한번 군사 퍼레이드의 주악을 담당하였다. 2021년 2월 16일 평양 만수대예술극장에서 있었던 김정일 국방위원장의 생일 광명성절 기념공연에서 국무위원회연주단은 공훈국가합창단과 합동 공연을 하였는데, 이 공연에서 김정은은 김정일 찬양노래인 '친근한 이름'을 2번이나 다시 부르도록 요청하는 모습을 보여주었다.
2021년 4월 15일 4.25문화회관에서 열렸던 김일성 생일인 태양절 기념공연에서 역시 국무위원회연주단은 공훈국가합창단, 삼지연관현악단과 함께 무대에 올랐으며 이날 무대는 공훈국가합창단과 삼지연관현악단을 좌우에 배치하고 국무위원회연주단이 중앙에 자리 잡는 구성을 보여주었다.
이 공연에는 삼지연관현악단이 참여하였으나 노동신문을 비롯한 북한 매체들은 국무위원회연주단, 공훈국가합창단을 비롯한 중요예술단체 예술인들이 무대에 올랐다고만 보도하였으며 이례적으로 삼지연관현악단의 이름을 거론하지 않는 모습을 보여주었다.
2021년 6월 20일 노동신문은 공연일자와 장소의 언급 없이 김정은 국무위원장이 당 중앙지도기관 성원들과 함께 국무위원회연주단 공연을 관람하였다고 보도하였다. 노동당 중앙위원회 제8기 제3차 전원회의 폐막은 6월 18일이었으므로, 공연일은 6월 19일로 그리고 공개된 영상으로 미루어보아 공연 장소는 당중앙위원회 본부청사로 추정된다. 이 무대에서 국무위원회연주단은 이전까지의 비공식 상징과도 같았던 흰색 연주복을 버리고 검은색 연주복·드레스 차림을 보여주었다. 
또한 국무위원회연주단은 삼지연극장에서 2021년 7월 2일부터 성황리에 공연을 진행하였다고 조선중앙통신은 보도하였는데, 이것은 국무위원회연주단이 지금까지의 김정은이 참석한 정치·외교적 행사의 무대에만 오르는 것에서 벗어나 공연 무대의 폭을 더욱 확장한다는 의미가 있다고 볼 수 있다. 2021년 7월 7일 노동신문은 "당의 사상과 정신이 맥박치는 국무위원회연주단의 공연은 당 중앙의 호소를 높뛰는 가슴마다 받아안고 사회주의 건설의 새로운 고조기·격변기를 열어나가기 위한 총진군에 떨쳐나선 우리 인민의 투쟁을 힘있게 고무해주고 있다"라고 주장하며, 모란봉악단에 이은 새로운 음악 정치의 전위대로서 국무위원회연주단을 설명하고 있다.

## 같이 보기
- 공훈국가합창단
- 만수대예술단
- 왕재산예술단
- 보천보전자악단
- 은하수관현악단
- 모란봉악단
- 청봉악단
- 삼지연관현악단